# بيانكا بن
بيانكا فرانشيسكينيلي بن (مواليد 3 سبتمبر 1990) هي ممثلة برازيلية. لعبت الدور الرئيسي مارينا في موسم 2009 من ظهرت مسلسل تلفزيوني برازيلي للمراهقين قلوب صغيرة. بعد مغادرة المسلسل، لعبت دور شخصية فاطمة في المسلسل الشعبي شغف الحائز على جائزة الطائر الفضي في حفل توزيع جوائز سيول الدولية للدراما لأفضل مسلسل درامي عام 2011.

## روابط خارجية
- بيانكا بن في قاعدة بيانات الأفلام على الإنترنت